# Chlorops citrinellus
Chlorops citrinellus är en tvåvingeart som först beskrevs av Zetterstedt 1848.  Chlorops citrinellus ingår i släktet Chlorops och familjen fritflugor. Arten är reproducerande i Sverige. Inga underarter finns listade i Catalogue of Life.